# ドラムバラ
ドラムバラ（Drumburgh、[ˈdrʌmˌbrʌf] DRUM-bruff）は、イングランドのカンブリア州にある小さな集落である。シティ・オブ・カーライルの北西18キロメートル (11 mi)の場所にあり、バラ・バイ・サンズ近くにあるハドリアヌスの長城の方向にある。この村には周囲にあるスコットランド低地を越えた全ての方角で素晴らしい眺望が可能ななだらかな丘がある。

## 歴史
ドラムバラという名前は、ケルト語と一般的な古期英語の"burgh"に由来された「要塞近くの尾根（ridge near the fort）」を意味しており、この場合においては"bruff"と発音されていた。コンガヴァータは、地名を参照とした古代ローマの要塞であり、北西にあるカークブライドの近隣にある要塞の傍に位置するローマ街道近くに繋がっていた。この要塞はソルウェー湾に向かって反対側の浅瀬に位置しており、現代的な住居によってのしかかっている浅瀬とは反対側にあるだけでなく頑丈な中世の水路により損害を被っている。1539年にここを訪れた古物商のジョン・リーランドは、ウォール家がドラムバラにある、例えば城のような建物を提供するために大量に略奪したと記録している。村は当時の男爵であるロンズデール伯爵が所有していた旧バラ男爵領にある。この男爵領は1870年から1872年にかけてソルウェー湾に沿ってスコットランドによるイングランド侵攻に対抗する防塁であり、ドラムバラ町区の人口は421人であった。

### ドラムバラ城
14世紀、ドラムバラ城としてその名が知られるピール・タワーが第2代ダクレ男爵のトーマス・ダクレの手により建てられ、彼の紋章は3階の出入口に飾られている。1307年、前述の塔の城塞設置許可証がロバート・ルブラン（Robert le Brun）に供与された。15世紀にヤコブ・ハリントン（Jacob Harington）の縁組により譲渡されたが、1480年までには荒れ果ててしまった。1580年に再度の緊急修繕が必要となり、1593年までは1518年に彫られた上の階にある日付石（datestone）を持つ管財人に使用されていた単なる要塞化された母屋であった。
1646年、アランデル伯爵の貸借人であるカスバート・オルフェール（Cuthbert Orfeur）は、ダクレ男爵家の代理人により古城から強制的に追い出されたことに不満を漏らした。1678年、ノーフォーク公爵はジョン・アルグリオンビーにこの建物を売却、1696年までジョン・ロウザー卿が城の所有者であり、その間においても建物の改修工事は行われた。長い放置期間の後、1970年代に個人住宅として完全に修復された。極度に厚い壁はハドリアヌスの長城から持ち込まれた石材で建てられた。

## 輸送

### 運河
カーライル・ナビケーション・カナル（The Carlisle Navigation Canal、1821年から1853年まで運用）は、ドラムバラ・ヒルを避けるように東に向きを変える前はバラ・バイ・サンズからドラムバラまで真っ直ぐに流れており、ポート・カーライルにまで到達していた。ポート・カーライル鉄道会社は運河を埋め尽くした上で、1854年に鉄道サービス業務を開始した。

### 鉄道
ドラムバラ駅はシロース駅までの古い支線にあるポート・カーライルのための分岐駅であった。ドラムバラ駅は島のプラットホームであり、信号扱い所であった。1856年から始まった馬引きの旅客サービス業務はドラムバラ駅からポート・カーライルまで提供された。1914年、蒸気推進により"フラワー・オブ・イヤロー（Flower of Yarrow）"という蒸気機関車が導入され、1932年まで運用された。

## 自然史

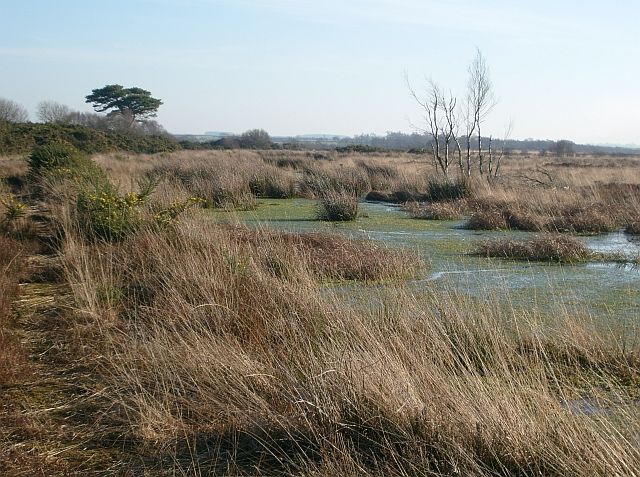
ドラムバラ・モス

ドラムバラ・モス（Drumburgh Moss）自然保護地域（NGR NY 255 586）は村のすぐ南にある泥炭湿原であり、1981年にカンブリア・ワイルドライフ・トラスト（Cumbria Wildlife Trust）に購入され、それ以降様々な拡張が行われた。ドラムバラ・モスは科学関連特別保護区（Site of Special Scientific Interest（SSSI））、国立自然保護区（National Nature Reserve（NNR））、および特別保護地区（Special Area of Coservation）に指定されている。

## 小さな歴史
1821年、ドラムバラ出身の鍛冶屋であるトーマス・クラーク（Thomas Clark）が新しい運河で働く作業員を中傷した容疑で逮捕された。